# Молина (Комо)
Молина је насеље у Италији у округу Комо, региону Ломбардија.
Према процени из 2011. у насељу је живело 326 становника. Насеље се налази на надморској висини од 471 м.